# 친위대 제20무장척탄병사단
친위대 제20무장척탄병사단 (제1에스토니아)(20.Waffen-Grenadier-Division der SS (estnische Nr.1))는 나치 독일의 무장친위대 사단 중 하나다. 
1944년 1월 23일 제3에스토니아SS의용여단이 제20에스토니아SS의용사단(20. Estnische SS-Freiwilligen-Division)으로 확대되다. 뒤이어 1월 31일 독일 치하의 에스토니아에 동원령이 내려지면서 제20에스토니아SS의용사단은 에스토니아로 돌아가 에스토니아의 군경 병력과 핀란드 제200보병연대 등을 흡수했다. 이후 에스토니아인 장정 38,000명을 징병하여 병력에 추가하면서 5월 25일 "SS의용"이 명칭에서 떨어져 나가고 "제20무장척탄병사단"으로 개명했다.
동부전선에서 붉은 군대와 싸우다가 1945년 5월 항복했다.

## 같이 보기
- 에스토니아 군단
- 무장친위대의 부대 목록
- 무장친위대 계급 및 표장